# Пасвалис
Пасвали́с (лит. Pasvalys, устар. рус. Посволь) — город на севере Литвы, в Паневежском уезде, 38 км к северу от Паневежиса, административный центр Пасвальского района. Также является административным центром Пасвальского апилинкского и городского староств (сянюний).

## География
Расположен на реке Сваля (от которой и происходит его литовское название, дословно обозначающее «поселение на Свале», русский аналог — Свальск) в месте её впадения в реку Левуо. Рядом протекает ещё одна река, довольно широкая — Муша, на нерест в которую заходит морская рыба; северо-западный район города даже стоит на её берегах. Находится на известняковых почвах, известняк из которых постоянно вымывается водой, образуя подземные пустоты, из-за чего некоторые здания в городе разрушаются, проседая. Неподалёку есть минеральные источники.
Город не имеет железнодорожного сообщения, но ранее через него проходила узкоколейка, движение по которой было прекращено ещё в конце прошлого века. Однако здание вокзала сохранилось, также, как и название двух улиц (на русский их можно перевести как «Вокзальная» и «Железнодороников»). В некоторых местах города сохранилась также и сама железнодорожная колея.

## История
Центр города имеет статус городского памятника. В городе есть церковь святого Иоанна Крестителя (1787) с колокольней XVIII века.
В 1557 году в городе был заключён Посвольский договор, подтолкнувший Ивана Грозного вступить в Ливонскую войну.

## Население
| Год  | Численность | Численность |
| ---- | ----------- | ----------- |
| 2001 | 8722        | [ 4 ]       |
| 2002 | 8667        | [ 4 ]       |
| 2003 | 8633        | [ 4 ]       |
| 2004 | 8576        | [ 4 ]       |
| 2005 | 8408        | [ 4 ]       |
| 2006 | 8241        | [ 4 ]       |
| 2007 | 8117        | [ 4 ]       |
| 2008 | 7977        | [ 4 ]       |
| 2009 | 7848        | [ 4 ]       |
| 2010 | 7706        | [ 4 ]       |
| 2011 | 7555        | [ 4 ]       |
| 2012 | 7379        | [ 4 ]       |
| 2013 | 7261        | [ 4 ]       |
| 2014 | 7138        | [ 4 ]       |
| 2015 | 7077        | [ 4 ]       |
| 2016 | 7006        | [ 4 ]       |
| 2017 | 6767        | [ 5 ]       |
| 2018 | 6533        | [ 6 ]       |
| 2019 | 6442        | [ 4 ]       |
| 2020 | 6372        | [ 4 ]       |
| 2021 | 6451        | [ 4 ]       |
| 2022 | 6397        | [ 4 ]       |
| 2023 | 6411        | [ 4 ]       |

## Города-побратимы
- Лензё, Франция

## Известные уроженцы
- Авижонис, Пятрас (1875—1939) — литовский врач-офтальмолог, педагог, доктор наук, ректор Университета Витовта Великого (1925—1926), политик, общественный деятель.
- Баравикас, Гядиминас (1940—1995) — заслуженный архитектор Литовской ССР, член-корреспондент Академии художеств СССР.
- Бразюнас, Владас (род.1952) — поэт, эссеист, переводчик; лауреат Национальной премии Литвы в области культуры и искусства.
- Чеснавичюс, Александрас (1930—2006) — заместитель председателя СМ Литовской ССР.